# George King
George McZavier King Jr (ur. 15 stycznia 1994 w Fayetteville) – amerykański koszykarz, występujący na pozycji rzucającego obrońcy, obecnie zawodnik Agua Caliente Clippers.
17 stycznia 2020 został zawodnikiem Stelmet Enei BC Zielona Góra. 7 lipca dołączył do zespołu Niners Chemnitz, występującego w II lidze niemieckiej (ProA).
6 września 2021 zawarł umowę z Los Angeles Clippers. 14 października opuścił klub. 21 grudnia 2021 podpisał 10-dniowy kontrakt z Dallas Mavericks. 1 stycznia 2022 powrócił do składu Agua Caliente Clippers.

## Osiągnięcia
Stan na 18 stycznia 2022, na podstawie, o ile nie zaznaczono inaczej.
NCAA
- Uczestnik:
  - turnieju NCAA (2014, 2016)
  - meczu gwiazd seniorów NCAA – Reese's College All-Star Game (2013)
- Mistrz turnieju konferencji Atlantic 10 (2012)
- MVP meczu gwiazd NCAA - Reese's College All-Star Game (2018)
- Największy postęp konferencji Pac-12 (2016)
- Zaliczony do:
  - I składu turnieju:
    - Paradise Jam (2018)
    - Portsmouth Invitational (2018)

  - II składu Pac-12 (2018)

Drużynowe
- Mistrz Polski (2020)